# Stålagyl
Stålagyl är en sjö i Osby kommun i Skåne och ingår i Skräbeåns huvudavrinningsområde.